# Morris CS9
Morris CS9/LAC var en britisk panservogn som blev anvendt af British Army under 2. Verdenskrig.
Køretøjet var baseret på en Morris C9 4x2 15-cwt varebils chassis. På dette chassis var der monteret et nittet karosseri med et åbent to-mands tårn. Bevæbningen bestod enten af en Boys anti-tank rifle og et Bren eller Vickers maskingevær. Køretøjet var udstyret med radio.
Prototypen blev afprøvet i 1936. Yderligere 99 køretøjer blev bestilt og leveret i 1938. 38 af disse køretøjer blev brugt af 12. Royal Lancers i slaget om Frankrig, hvor de alle blev ødelagt eller efterladt. Yderligere 30 gjorde tjeneste med 11. husarer under Felttoget i Nordafrika. Det viste sig, at når de var udstyret med ørken-dæk, fungerede køretøjet godt på løst sant. Men pansringen og bevæbningen var utilstrækkelig. Køretøjet blev udfaset halvvejs gennem felttoget i Nordafrika.